# Костел Непорочного зачаття Діви Марії (Златопіль)
Косте́л Непоро́чного зача́ття Ді́ви Марі́ї (пол. Kościół Niepokalanego Poczęcia Maryi Panny) — колишній мурований католицький костел у Златополі, на території сучасного міста Новомиргород Кіровоградської області. Втрачена пам'ятка архітектури XIX століття.

## Історія

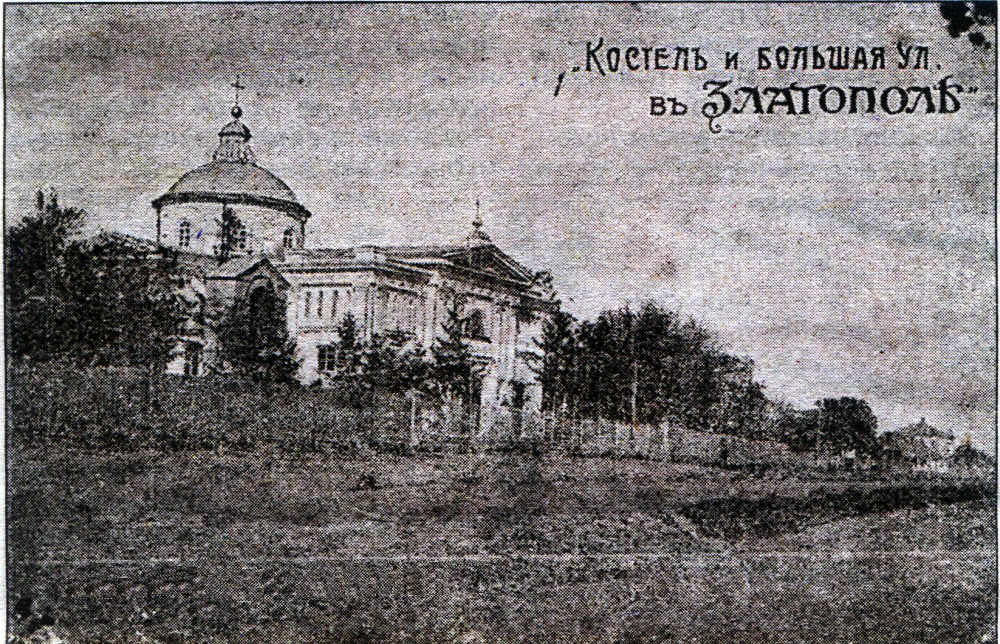
Костел та Велика вулиця у Златополі

У 1791 році на місці майбутнього костелу коштом смілянської скарбниці було збудовано каплицю для потреб урядовців та польських військових.
1807 року черкаський маршалок Францішек Залеський отримав від генерал-майора Висоцького у 1807 році дозвіл на будівництво златопільського парафіяльного костелу на ще раніше отриманій ділянці з будинком, де ним було поставлено огорожу і відведено територію під будівництво культової споруди. Того ж 1807 року було закладено наріжний камінь костелу.
В 1817 році за участі князя Мауриція Дзеконського відбулось освячення костелу на честь Непорочного зачаття Діви Марії.
Станом на 1819 рік, колатором златопільського костелу був Францішек Залеський, а парохом — князь Лукаш Ільницький. Костел перебував у підпорядкуванні Звенигородського деканату.
У 1861 році мурований костел був ґрунтовно перебудований за рахунок пожертвувань парафіян та сприяння місцевого мецената ксьондза Яворівського. Купол костелу спирався на вісім колон. Всередині було розміщено три вівтаря: Непорочного зачаття Діви Марії, Ченстоховської ікони Божої Матері та Святого Франциска Ксав'єра.
В 1895 році при златопільському парафіяльному костьолі налічувалось 1081 парафіян.
У листопаді 2015 року один зі златопільських провулків, розташованих неподалік місця, де раніше стояв костел, було перейменовано на Костьольний.

## Інші факти
- Під час єврейських погромів у роки Громадянської війни, поряд з костелом було розгромлено та спалено дерев'яну китайську крамницю у вигляді пагоди, побудовану без жодного цвяха.
- Біля костелу до 1970-х років існував католицький цвинтар, який було зруйновано задля будівництва на цьому місці гаражів. Сам костел розташовувався на місці транспортної контори та сучасної СТО, поряд з тубдиспансером.